# Pleistodontes deuterus
Pleistodontes deuterus (лат.) — вид наездников рода Pleistodontes из семейства Agaonidae. Обитают в Австралии. Имеют облигатный мутуализм с видами растений рода фикус, которые они опыляют. Латинизированное название вида происходит от греческого deuteros (= второй), в связи с тем, что уже было известно, что Ficus pleurocarpa опыляется P. regalis.

## Описание
Длина тела 1—3 мм (самки вдвое крупнее самцов: 3,0—3,5 мм и 1,9—2,2 мм, соответственно), основная окраска самки коричневато-чёрная, самцы желтовато-коричневые. От близких видов отличается следующими признаками: голова в 2,0—2,2 раза длиннее ширины через сложные глаза; щёки в 2,7—3,1 раза длиннее глаз; мандибулярные придатки несут около 38 рядов мелких зубцов; пронотум дорсально полностью гладкий. Форма внутреннего выступа переднеспинки округлая. Второй фуникулярный сегмент приерно в 1,5 раза длиннее ширины. Пыльцевые карманы отсутствуют. Растение-хозяин Ficus pleurocarpa. Мезо- и метасома дорсально покрыты длинными заметными волосками. Голова самки удлинённая, длиннее ширины, с тремя оцеллиями на вершине. Антеннальный скапус удлиненный. Педицель короткий, без дорсальных шипов.